# 柔弱虎耳草
柔弱虎耳草（学名：Saxifraga flaccida），为虎耳草科虎耳草属下的一个植物种。